# 阿克蘇諾貝爾太古漆油
阿克蘇諾貝爾太古漆油有限公司，前身是成立於1990年的卜內門太古漆油有限公司，由太古股份有限公司旗下的太古國光與全球最大及最著名的漆油生產商卜內門（ICI）公司聯營，太古公司持有此聯營公司四成股權，卜內門佔餘下六成。在香港的油漆生產及營銷業務。現時，該公司在香港油漆業穩居領導地位。2008年阿克蘇諾貝爾完成收購帝國化學工業，因此易名。
該公司並於1992年及1998年於廣州及上海設廠生產多種溶劑漆油及水溶漆油。
2018年12月13日太古實業出售漆油業務的全部權益，包括太古實業持有全部在太古國光控股的100%權益及及阿克蘇諾貝爾太古漆油的40%權益给阿克蘇諾貝爾，公司估計將錄溢利27億港元，交易完成後，太古將不再持有漆油業務任何權益。

## 外部連結
- 阿克蘇諾貝爾太古